# 北川茂
北川 茂（きたがわ しげる、1951年1月7日）は、日本の実業家。武道家。十三棋道舘道場 席主師範。日本将棋連盟 棋道師範 七段（古流酉将棋・中将棋伝承）西日本将棋道場連合会 会長。日本将棋連盟大阪府支部連合会名誉会長。弓刀錬心舘道場 師範。大日本武徳会 居合道 教士七段 弓道半弓術 教士七段 古武道 五段 弓術日置流印西派 無言歌目録 全日本弓道連盟 錬士六段

## 来歴
大阪府出身。関西大倉高校卒業。大阪経済大学経営学部卒業。奈良大学通信教育部文学部文化財歴史学科卒業。
昭和52年5月大阪で初めてとなる、競技将棋専門の十三棋道舘道場開席。平成2年3月 豊中市少年文化館の将棋入門教室講師に就任し30年間つとめる。平成6年6月 日本将棋連盟北大阪支部を設立。平成11年7月 日本将棋連盟大阪府支部連合会の五代目会長就任。平成14年 武道・武術の部を新設。平成14年2月 大阪府立東淀川高校の川高講座将棋教室講師に就任。平成15年7月 西日本将棋道場連合会設立。初代会長に就任。平成17年4月 大日本武徳会居合道教士号拝受。平成18年10月 日本将棋連盟の名誉会員に推挙される。平成19年日本将棋連盟より棋道指導員に推挙される。平成20年3月 弓刀錬心舘道場設立。平成20年4月 大日本武徳会居合道七段印可。平成21年2月 大阪府視覚障碍者福祉協会の視覚障害者将棋大会審判に就任。平成22年4月 日本将棋連盟より棋道師範に委嘱される。六段昇段。平成23年8月 大阪経済大学将棋部OB会設立。平成24年5月 日本将棋連盟から将棋普及実績により七段昇段。平成26年11月 日本将棋連盟から将棋棋道普及功労賞を受賞。平成29年4月 大日本武徳会弓道半弓術教士七段印可。平成31年3月 日本将棋連盟大阪府支部連合の会長を勇退し名誉会長に就任。令和元年7月 西日本将棋道場連合会参代目会長職再任。

## 道場出身者
小学生名人 - 昭和56年度 高谷新也、平成9年度 和田澄人。
専門棋士 - 阿部隆九段、畠山成幸八段、畠山鎮八段、斎藤慎太郎八段。